# Wolfgang Höflinger
Wolfgang Höflinger (* 19. Dezember 1937; † 28. Januar 2023 in Leinfelden-Echterdingen) war ein deutscher Fußballspieler. 

## Karriere
Wolfgang Höflinger kam 1960 von der Sportvg Feuerbach zu den Stuttgarter Kickers. In drei Saisons der zweitklassigen 2. Oberliga Süd und einer in der Regionalliga Süd absolvierte er für die Kickers 70 Spiele und erzielte dabei 30 Tore. Später zog es ihn in die Vereinigten Staaten, wo er beim DSC Brooklyn spielte, jedoch kehrte er später wieder nach Deutschland zurück und war beim TV Echterdingen noch als Spielertrainer aktiv, ehe er dort die Leitung der Altherrenmannschaft übernahm.